# Gypona reticulata
Gypona reticulata är en insektsart som beskrevs av Walker 1851. Gypona reticulata ingår i släktet Gypona och familjen dvärgstritar. Inga underarter finns listade i Catalogue of Life.